# Crégy-lès-Meaux
Crégy-lès-Meaux è un comune francese di 4 316 abitanti situato nel dipartimento di Senna e Marna nella regione dell'Île-de-France.

## Società

### Evoluzione demografica
Abitanti censiti